# Tropicus lituratus
Tropicus lituratus är en skalbaggsart som först beskrevs av Ernst Hellmuth von Kiesenwetter 1843.  Tropicus lituratus ingår i släktet Tropicus och familjen strandgrävbaggar. Inga underarter finns listade i Catalogue of Life.